# Ngô phu nhân (Tôn Kiên)
Ngô phu nhân(156-?207) (chữ Hán: 吴夫人), còn gọi Tôn Phá Lỗ Ngô phu nhân (孙破虏吴夫人), Ngô Thái phi (吴太妃) hay Vũ Liệt Ngô hoàng hậu (武烈吴皇后), là vợ của Phá Lỗ tướng quân Tôn Kiên, một vị quân phiệt thời cuối Đông Hán, người đặt cơ sở hình thành nước Đông Ngô thời Tam Quốc trong lịch sử Trung Quốc.

## Lấy chồng
Ngô phu nhân người huyện Ngô, Ngô quận (nay là Tô Châu, Giang Tô). Gia thế của bà không được ghi chép, nhưng dựa vào việc Viên Thiệu tiến cử em trai bà là Ngô Cảnh (吳景) làm quan Thái thú ở Đan Dương, thì người ta suy ra gia đình bà cũng có gốc nho giáo có địa vị khá cao. Bà nổi tiếng là người tài sắc vẹn toàn. Tôn Kiên khi đó là Quan huyện đã cầu hôn bà.
Gia đình bà thấy Tôn Kiên vũ phu và ngông cuồng nên không muốn gả, định từ hôn khiến Tôn Kiên vừa xấu hổ vừa căm hận. Trong hoàn cảnh đó, bà đã đứng ra thuyết phục cả nhà không nên vì mình mà gây oán với Tôn Kiên, hãy coi đó là số mệnh. Vì vậy gia đình bà gả bà cho Tôn Kiên. Bà trở thành Ngô phu nhân được ghi trong sử sách.
Tôn Kiên và Ngô phu nhân có bốn người con trai là Tôn Sách, Tôn Quyền, Tôn Dực và Tôn Khuông; cùng 1 người con gái, nhưng không rõ đó có phải là Tôn phu nhân, người gả cho Lưu Bị hay không.

## Theo con
Năm Sơ Bình thứ 2 (191), Tôn Kiên tử trận trong khi giao chiến ở Tương Dương với Kinh Châu thái thú là Lưu Biểu, bà cùng bốn con nhỏ là Tôn Quyền, Tôn Dực và Tôn Khuông, Tôn thị được con cả Tôn Sách đưa về huyện Giang Đô gửi một người quen là Trương Hoằng.
Đương thời, Ngô phu nhân có người em là Ngô Cảnh. Tôn Sách đến gặp sứ quân Viên Thuật – người cộng tác với Tôn Kiên trước đây - vừa từ Nam Dương chạy sang phía đông, chiếm đóng Thọ Xuân. Viên Thuật đã phong cho Ngô Cảnh làm Thái thú quận Đan Dương (丹楊, ngày nay là Tuyên Thành, An Huy) và sai Tôn Sách đến theo giúp Ngô Cảnh. Tôn Sách bèn đón Ngô phu nhân cùng các em, đi cùng một người trong họ là Tôn Hà và người ở Nhữ Nam là Lã Phan đến Khúc A theo Ngô Cảnh. Tôn Sách dựa vào Ngô Cảnh bắt đầu xây dựng lực lượng nhưng không thành công, lại quay trở lại Thọ Xuân nương tựa Viên Thuật.
Năm Hưng Bình nguyên niên (194), triều đình Hán Hiến Đế do quyền thần Lý Thôi, Quách Dĩ muốn chống lại Viên Thuật, bèn bổ nhiệm Lưu Do làm Thứ sử của Dương Châu. Lưu Do không thể đối địch được với Viên Thuật nên không dám tới trị sở Dương Châu ở Thọ Xuân mà tới đóng nhiệm sở tại Khúc A thuộc Đan Dương. Thái thú Ngô Cảnh cùng Đô úy Tôn Bí (anh họ Tôn Sách) đã nghênh đón Lưu Do tới nhiệm sở Khúc A.
Ngô phu nhân còn giữ ngọc tỷ truyền quốc do Tôn Kiên khi còn sống đã bắt được lúc tiến quân vào Lạc Dương. Viên Thuật muốn giành ngọc tỷ, nên ép bà phải giao nộp. Ngô phu nhân bèn đưa ngọc tỷ tới cho Viên Thuật. Viên Thuật có ngọc tỷ muốn xưng đế. Lưu Do cho rằng Ngô Cảnh và Tôn Bí là người cùng phe với Thuật bèn bất ngờ xuất quân đánh úp hai người để giải trừ mối lo. Ngô Cảnh và Tôn Bí phải bỏ Đan Dương chạy sang bên kia sông Trường Giang đóng ở Lịch Dương. Ngô phu nhân được Ngô Cảnh đưa từ Khúc A về Lịch Dương.
Viên Thuật và Lưu Do dàn quân tranh giành Dương châu. Theo lệnh của Viên Thuật, Ngô Cảnh cùng Tôn Bí mang quân chống Lưu Do. Hai bên đánh nhau lâu ngày không phân thắng bại. Tôn Sách bèn xin lĩnh quân ra mặt trận đánh Lưu Do. Được sự đồng ý của Viên Thuật, Tôn Sách mang 1000 quân tới Lịch Dương. Nhưng Tôn Sách lại muốn xây dựng cơ sở quân sự tại đây, sợ mẹ bị kinh động vì chiến tranh, nên sai người đưa bà huyện Phụ Lăng.
Năm Kiến An thứ 4 (199), Viên Thuật chết sau khi xưng đế được vài năm. Tôn Sách có sự phò trợ của các tướng cũ của Tôn Kiên đánh chiếm được 5 quận Giang Đông, được Tào Tháo nhân danh Hán Hiến Đế phong làm Thái thú Cối Kê. Ngô phu nhân được đón về quận Cối Kê.
Năm Kiến An thứ 5 (200), Tôn Sách đột ngột qua đời. Con thứ hai của Ngô phu nhân là Tôn Quyền lên nối nghiệp anh. Trong khi Tào Tháo chinh phục phía bắc thì Tôn Quyền nhiều năm chinh chiến với Lưu Biểu ở Kinh châu, vừa để mở bờ cõi sang phía tây, vừa để báo thù cho cái chết của Tôn Kiên khi tham chiến với Lưu Biểu.
Ngô phu nhân qua đời trước trận Xích Bích. Sử sách có những cách nói khác nhau, dẫn tới suy luận thời điểm này có thể là năm 202 (Kiến An thứ 7) hoặc 207 (Kiến An thứ 12).
Sau này Tôn Quyền xưng đế (229) đã truy tôn bà là Vũ Liệt hoàng hậu (武烈皇后), hợp táng cùng Tôn Kiên ở Cao lăng (高陵).

## Trong Tam Quốc diễn nghĩa
Chân dung Ngô phu nhân trong tiểu thuyết Tam Quốc diễn nghĩa của La Quán Trung khá mờ nhạt. Bà có một người em gái là Ngô quốc thái cũng lấy Tôn Kiên, đây là nhân vật do La Quán Trung hư cấu, không có thật.
Tại hồi 29, khi Tôn Sách qua đời, Ngô phu nhân lo lắng về người kế vị, Tôn Sách đã trấn an bà về tài năng của Tôn Quyền. Sau này bà mất, cũng nhắc lại lời trăng trối của Tôn Sách để Tôn Quyền nhớ: "Việc trong không quyết được thì hỏi Trương Chiêu, việc ngoài không quyết được thì hỏi Chu Du".
Khi bà mất, em gái là Ngô quốc thái thay vai trò làm "Quốc mẫu" vùng Giang Đông, có vai trò ảnh hưởng lớn tới Tôn Quyền.